# Irchava
Irchava (en ukrainien : Іршава ; en ruthène et en russe : Иршава ; en hongrois : Ilosva ; en slovaque : Iršava) est une ville de l'oblast de Transcarpatie, en Ukraine, et le centre administratif du raïon d'Irchava. Sa population s'élevait à 9163 habitants en 2022.

## Géographie
Irchava est arrosée par la rivière Irchava et se trouve à 25 km au nord-ouest de Khoust, à 66 km au sud-est d'Oujhorod, la capitale administrative de l'oblast de Transcarpathie, et à 592 km à l'ouest-sud-ouest de Kiev.

## Histoire
La première mention d'Irchava remonte à 1341. Elle portait alors le nom de Makszemháza. Elle fut intégrée à la Tchécoslovaquie en tant que partie intégrante de la Ruthénie subcarpatique en 1919, puis annexée par la Hongrie en 1939. En 1945, elle est annexée par l'Union soviétique et intégrée à la République socialiste soviétique d'Ukraine sous le nom d'Irchava. Elle a le statut de ville depuis 1982.

## Population

### Démographie
Recensements (*) ou estimations de la population :
| 1939  | 1959* | 1970* | 1979* | 1989* | 2001* |
| ----- | ----- | ----- | ----- | ----- | ----- |
| 3 700 | 4 766 | 5 771 | 7 449 | 9 873 | 9 515 |

| 2011  | 2012  | 2013  | 2014  | 2015  | 2016  |
| ----- | ----- | ----- | ----- | ----- | ----- |
| 9 166 | 9 189 | 9 221 | 9 220 | 9 249 | 9 245 |

### Nationalités
En 2001, la population d'Irchava comprenait :
- 88,6 % d'Ukrainiens, dont une grande part de Ruthènes considérés comme « Ukrainiens »
- 10,0 % de Hongrois
- 0,7 % de Russes
- 0,3 % de Slovaques

## Économie
L'économie d'Irchava comprend une usine de produits abrasifs, une usine de réparation de machines, des usines de produits alimentaires, une usine textile de coton et une fabrique de meubles. Du lignite, du calcaire et du marbre sont extraits dans les environs de la ville.

## Transports
Irchava se trouve à 108 km d'Oujhorod par le chemin de fer et à 83 km par la route.